# Epitausa dilina
Epitausa dilina är en fjärilsart som beskrevs av Herrich-Schäffer 1858. Epitausa dilina ingår i släktet Epitausa och familjen nattflyn. Inga underarter finns listade i Catalogue of Life.